# Ugong
Ugong (Gong, Lawa), maleni tibetsko-burmanski narod uže skupine Lolo naseljen nekada poglavito u dva sela u zapadnom Tajlandu koja su potopljena izgradnjom dviju brana 1970.-tih, nakon čega su raseljeni po tajlandskim provincijama Kanchanaburi, Uthai Thani i Suphan Buri (Suphanburi). Trideset obitelji živjelo je u selu Ban Kok Chiangu u provinciji Suphan Buri (distrikt Dan Chang) i deset obitelji u selu Ban Khog Kwai u provinciji Uthai Thani (distrikt Ban Rai).
Ugongi se dasnas jezično pretapaju u Taje jer tajski jezik postaje prvi govorni jezik mlađe populacije.